# Sala del trono Ananta Samakhom
La Sala del trono Ananta Samakhom (in thailandese พระที่นั่งอนันตสมาคม, Phra Thinang Anantasamakhom, , letteralmente: luogo dell'immenso raduno) è un palazzo reale fatto costruire per i ricevimenti dei sovrani di Thailandia. Si trova nel comprensorio di Palazzo Dusit a Bangkok, la capitale della Thailandia. Fu il primo edificio della monarchia costruito interamente secondo uno stile occidentale. Dopo la rivoluzione siamese del 1932, con la quale ebbe inizio l'era costituzionale del regno, fu la sede del Parlamento nazionale fino al 1974, quando tornò sotto il controllo della monarchia. In seguito è stata utilizzata per ricevimenti di Stato e, fino al 2017, come sala espositiva delle arti del regno.

## Storia

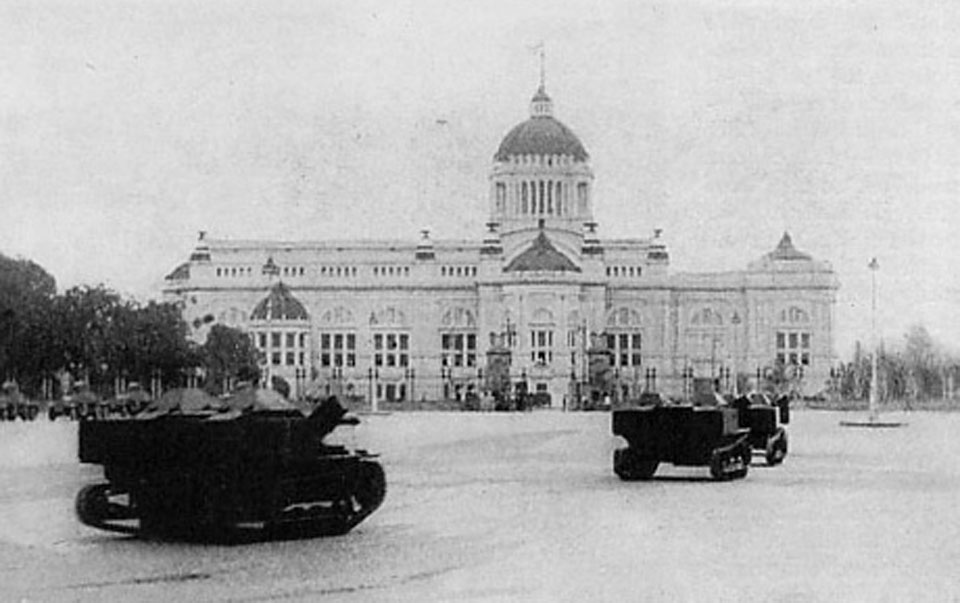
Automezzi blindati presidiano la sala del trono durante la rivoluzione del 1932

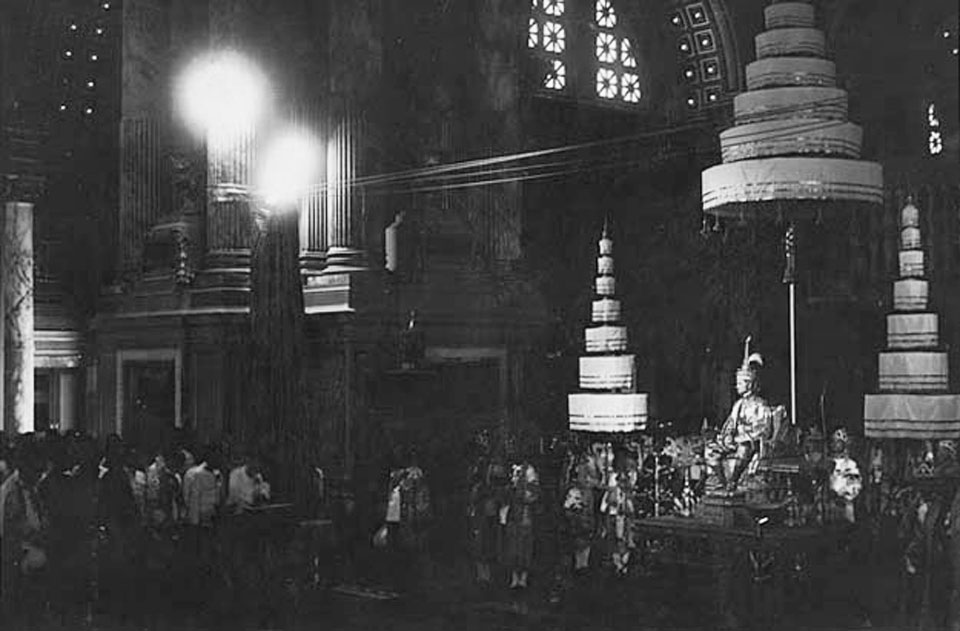
Re Prajadhipok firma la prima Costituzione del Siam nel 1932

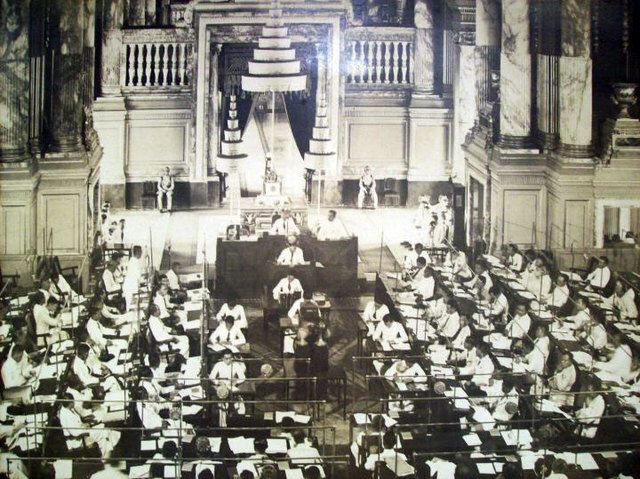
La sala del trono sede del Parlamento siamese negli anni 1930

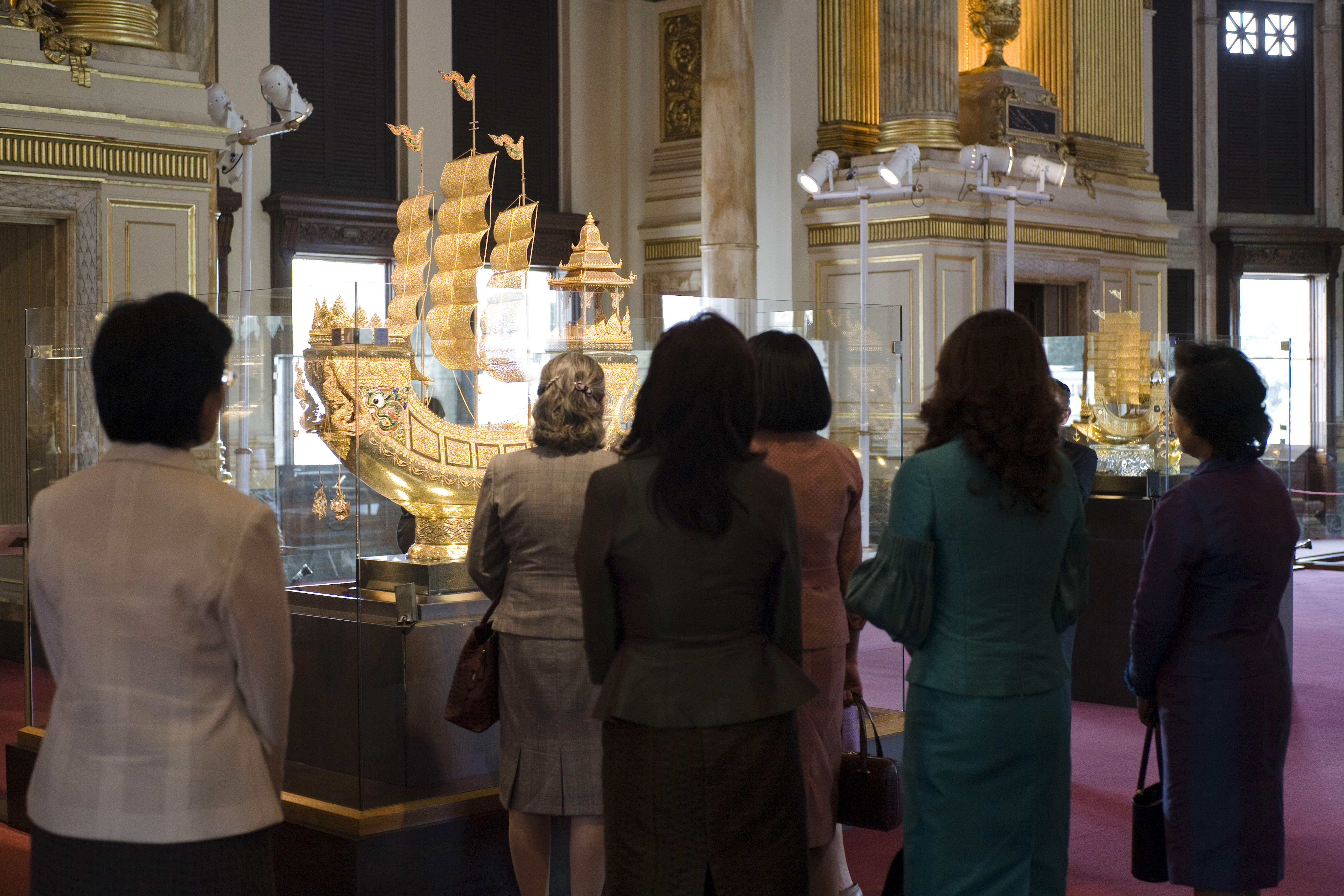
Sala espositiva per i tesori d'arte thailandesi nel 2010

Impressionato dai palazzi reali visitati durante il suo viaggio in Europa, all'inizio del 1907 re Chulalongkorn iniziò a pensare al progetto di una monumentale sala del trono che celebrasse l'imminente 40º anniversario della sua ascesa al trono, da inserire nel complesso di Palazzo Dusit che aveva fatto costruire a partire dalla fine dell'Ottocento come propria residenza. Il 1º marzo 1908 proclamò l'editto con cui annunciò la costruzione della nuova sala del trono, in sostituzione di quella ormai in decadenza fatta costruire dal predecessore Mongkut nel Grande palazzo reale. Il progetto fu subito al centro di grandi critiche per lo sfarzo eccessivo della sala del trono e per gli altissimi costi che comportava, nonché per la scelta di costruire secondo uno stile occidentale; sarebbe diventato il più costoso edificio e il primo palazzo reale eseguito interamente in stile occidentale mai costruito in Siam. Il preventivo iniziale fu di un milione di baht, secondo fonti governative costò alla fine 5 milioni e secondo altre fonti locali venne invece a costare 15 milioni. In quel periodo il sovrano e il suo successore fecero inoltre costruire altri palazzi e monumenti da architetti e artisti europei che cambiarono il volto della capitale.
Il progetto fu affidato all'architetto torinese Annibale Rigotti, fatto arrivare in Siam alla fine del 1907, in collaborazione con Mario Tamagno, che era già a Bangkok come capo dell'ufficio progetti del Dipartimento del Lavori pubblici. Responsabile del progetto fu nominato Carlo Allegri, ingegnere capo del Dipartimento, mentre il supervisore fu il nobile Chaophraya Yommarat, a quel tempo ministro del governo municipale. Il problema di costruire un edificio di tale imponenza su un terreno paludoso fu risolto con centinaia di buchi nel terreno profondi 8/10 metri riempiti con calcestruzzo collegato alla griglia in acciaio ricoperta di calcestruzzo che fece da basamento. La posa della prima pietra avvenne l'11 novembre 1908, giorno in cui ebbero inizio le celebrazioni per il 40º anniversario del regno di Chulalongkorn.. Tra il 1911 e il 1913 le decorazioni interne della sala del trono furono affidate a Galileo Chini, voluto dallo stesso re e scelto da Carlo Allegri.
Il sovrano morì improvvisamente il 23 ottobre 1910 e fece in tempo a vedere solo la parte grezza dell'edificio senza la cupola principale. Al suo posto salì al trono il figlio Vajiravudh, che non mostrò grande interesse per il palazzo, convinto che imitare le opere occidentali nel contesto siamese fosse inopportuno e che l'opera non avrebbe impressionato nemmeno gli occidentali, abituati ai capolavori antichi. I lavori subirono un sensibile rallentamento e la situazione peggiorò con lo scoppio della I guerra mondiale, che provocò ritardi alle consegne di manufatti provenienti dall'Europa necessari per la fine dei lavori. La sala del trono fu inaugurata nel gennaio 1917, durante la settimana delle celebrazioni per il 36º compleanno del nuovo sovrano.
Lo sfarzo del candido edificio in marmo finemente decorato forniva uno stridente contrasto con i dintorni, che a quel tempo erano in un'aria semi-rurale alla periferia cittadina. Le crescenti critiche generali riservate all'edificio, la disaffezione del re e le ristrettezze finanziarie portarono a una drastica diminuzione delle cerimonie di palazzo tenute nella sala del trono, che fu tenuta chiusa per quasi tutti gli anni 1920. La rivoluzione siamese del 22 giugno 1932 costrinse 6 mesi dopo il nuovo re Prajadhipok a concedere la monarchia costituzionale. Nel giorno in cui fu messa in atto la rivoluzione, la sala del trono Ananta Samakhom fu riaperta e utilizzata per tenere agli arresti il principe Boriphat, rappresentante del re, che si trovava temporaneamente a Hua Hin, e altri principi e funzionari di alto grado. Sei mesi dopo il re firmò nella sala del trono la prima Costituzione del Siam. Con l'avvento della monarchia costituzionale, la sala del trono divenne la sede del primo Parlamento nazionale.
La tumultuosa situazione politica del Paese nei decenni successivi rese difficile l'identificazione della sala del trono come sede del Parlamento e nel 1974, quando il processo di democratizzazione della Thailandia era in fase di evoluzione, una nuova sede per il Parlamento fu costruita nei pressi della sala del trono, che tornò sotto il controllo della monarchia. Per rafforzare il peso della monarchia all'interno delle istituzioni, re Rama IX ottenne che Ananta Samakhom continuasse a essere usata per la cerimonia di inaugurazione del Parlamento da lui presieduta. In seguito l'edificio fu utilizzato come sala di esposizione per alcuni tesori d'arte nazionali, gestita dall'Istituto della regina Sirikit, e chiusa al pubblico occasionalmente per ospitare cerimonie reali di particolare importanza. Nel 2017 fu chiusa a tempo indeterminato per restauri.

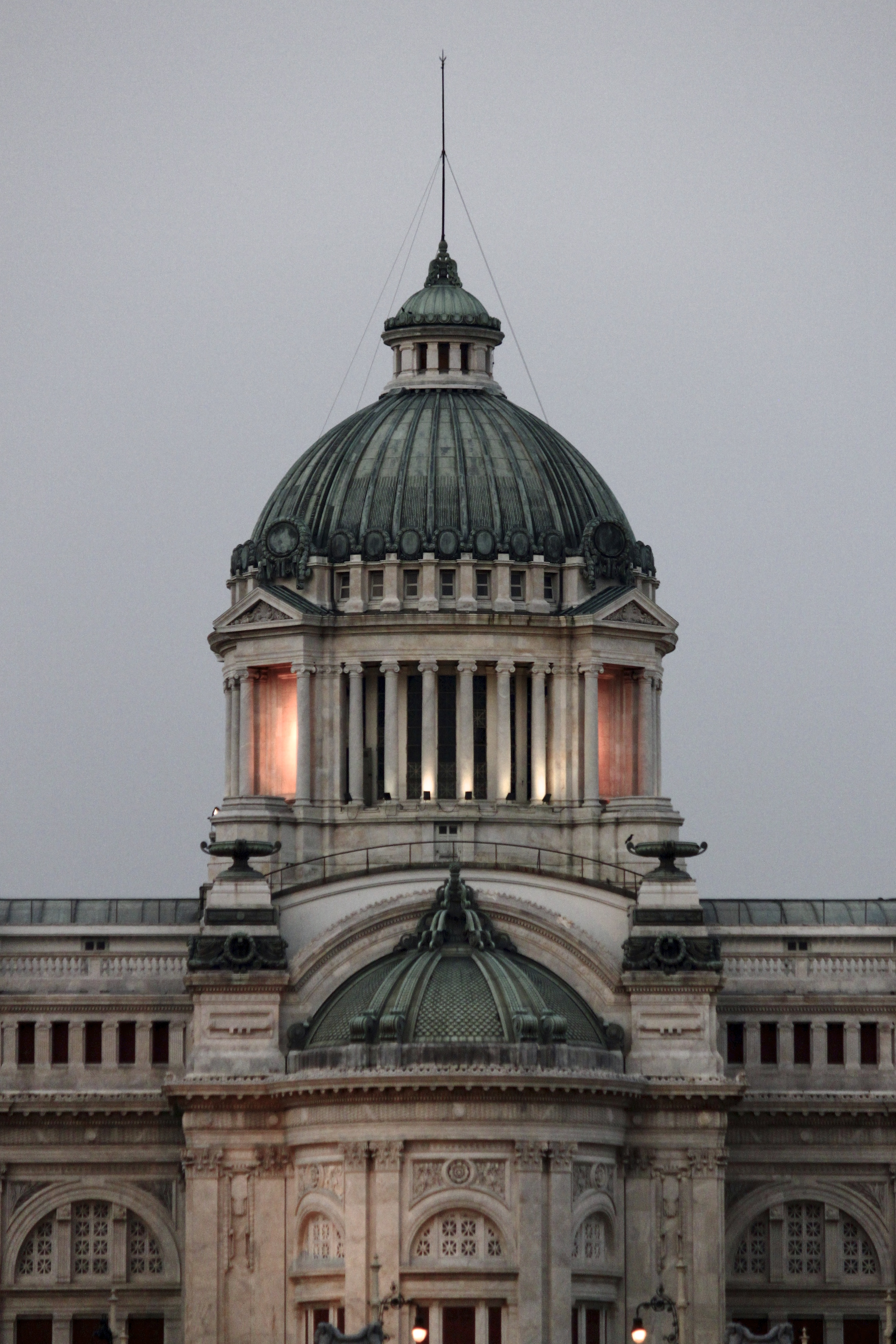
Cupola principale

## Descrizione
L'edificio è stato costruito secondo lo stile barocco tipico di certe basiliche, con la pianta a croce latina avente la navata di 112,5 metri e il transetto di 49,5 metri. È sormontato da una cupola che si eleva a 49,5 metri dal piano stradale, sorge all'incrocio di navata e transetto e poggia su un tamburo composto da alte colonne. La cupola è rivestita in rame e il trono è posizionato sotto il centro della cupola. Lungo il perimetro si trovano altre sei coperture sferiche minori, che assieme alla cupola principale potrebbero rappresentare i 7 pianeti della cosmologia buddista. Il palazzo si ispira al classicismo ornamentale tipico dell'architettura italiana di fine Ottocento, come il Vittoriano di Roma. È interamente rivestito con marmo di Carrara, largamente impiegato in quello stesso periodo per la costruzione del vicino Wat Benchamabophit. Tra le decorazioni esterne vi sono sculture in marmo che raffigurano putti recanti ghirlande di fiori e altri fregi e vasi di rame.

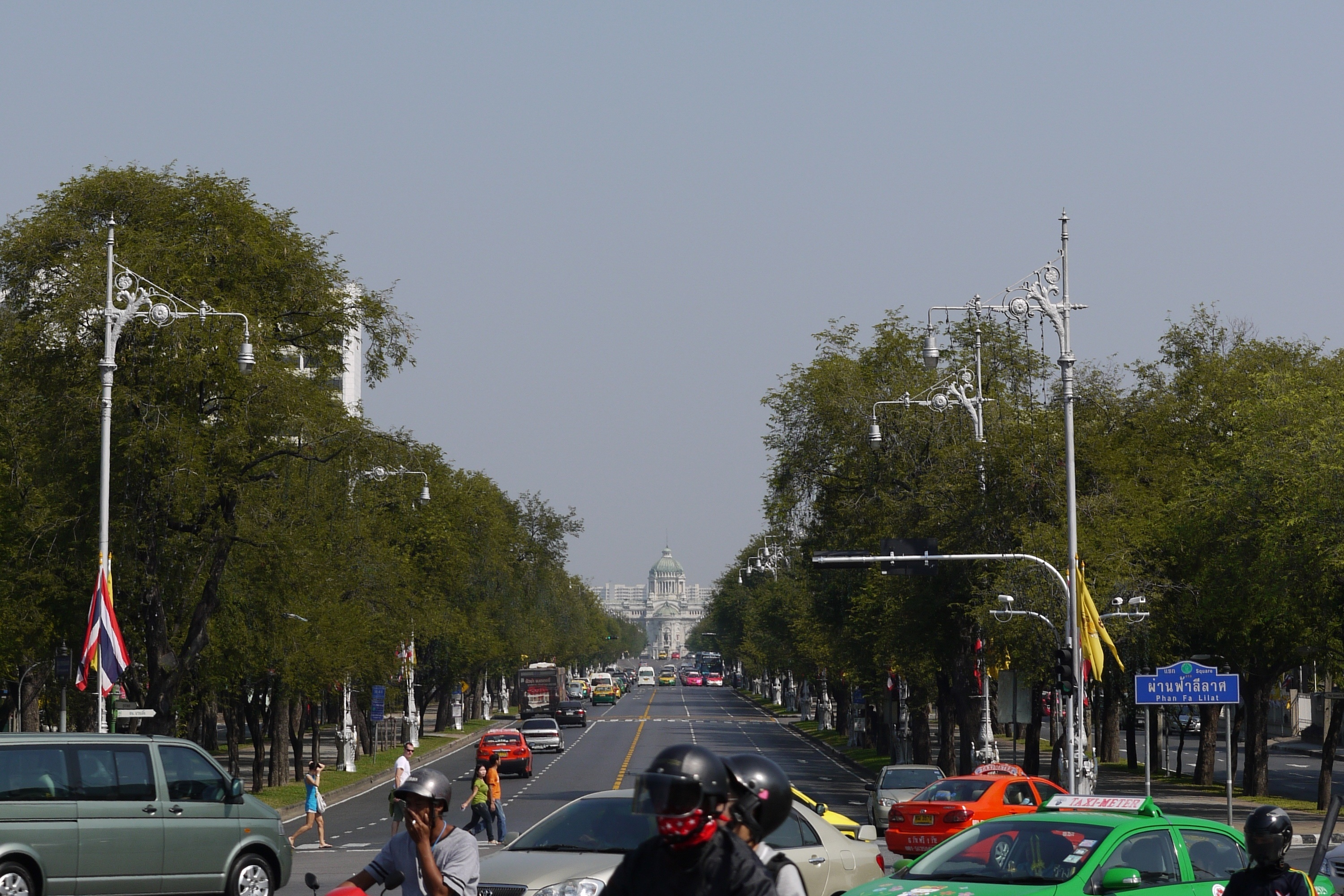
Viale Ratchadamnoen Nok e Ananta Samakhom sullo sfondo

Anche gli interni risentono dello stile barocco, vi sono 74 alte colonne in marmo su alti piedistalli e svariate sculture e dipinti con largo impiego di oro che contribuiscono all'aspetto ampolloso dell'insieme. Oltre al marmo, dall'Italia arrivarono il granito e diversi manufatti, bronzo e rame lavorati arrivarono da Stoccarda, le ceramiche da Vienna, tendaggi, arazzi e tappeti dall'Inghilterra. Gli affreschi delle pareti interne furono commissionati a Galileo Chini, che Chulalongkorn aveva incontrato in precedenza alla Biennale di Venezia, dove aveva avuto modo di apprezzarne le opere. Al contrario della parte architettonica, votata esclusivamente all'arte occidentale, il contributo di Chini è in armonia con la tradizione siamese; gli affreschi rappresentano momenti salienti della vita dei primi sei sovrani della dinastia Chakri con l'utilizzo di motivi iconografici locali e richiamandosi agli spazi e ingombri tipici della pittura murale siamese. Gli affreschi più grandi risentono dell'influenza dell'Art Nouveau che in quel periodo andava per la maggiore in Europa e che però a sua volta risentiva delle suggestioni provenienti dall'Oriente. La sala del trono si trova nei pressi della piazza reale, alla fine di thanon Ratchadamnoen, l'imponente viale delle sfilate reali che collega il Grande palazzo reale a Palazzo Dusit.